# Kozličić
Kozličić (izvirno srbsko Козличић) je naselje v Srbiji, ki upravno spada pod Mesto Valjevo; slednja pa je del Kolubarskega upravnega okraja.
- Kozličić naselje - panorama
- Kozličić naselje - panorama
- Kozličić naselje - panorama
- Kozličić naselje - panorama
- Kozličić naselje - panorama
- Kozličić naselje - panorama
- Kozličić naselje - panorama

## Demografija
V naselju živi 185 polnoletnih prebivalcev, pri čemer je njihova povprečna starost 40,4 let (40,8 pri moških in 39,9 pri ženskah). Naselje ima 65 gospodinjstev, pri čemer je povprečno število članov na gospodinjstvo 3,65.
To naselje je, glede na rezultate popisa iz leta 2002, večinoma srbsko.
|  |

| Demografija | Demografija     | Demografija     |
| Leto        | Št. prebivalcev | Št. prebivalcev |
| ----------- | --------------- | --------------- |
|             |                 |                 |
|             |                 |                 |
|             |                 |                 |
|             |                 |                 |
| 1948        | 252             |                 |
| 1953        | 268             |                 |
| 1961        | 266             |                 |
| 1971        | 256             |                 |
| 1981        | 229             |                 |
| 1991        | 257             | 250             |
| 2002        | 241             | 237             |
|             |                 |                 |

| Etnična sestava po popisu iz leta 2002 | Etnična sestava po popisu iz leta 2002 | Etnična sestava po popisu iz leta 2002 | Etnična sestava po popisu iz leta 2002 | Etnična sestava po popisu iz leta 2002 |
| -------------------------------------- | -------------------------------------- | -------------------------------------- | -------------------------------------- | -------------------------------------- |
| Srbi                                   | Srbi                                   |                                        | 232                                    | 97,89%                                 |
| Neznano                                | Neznano                                |                                        | 5                                      | 2,10%                                  |